# Heinrich Züge

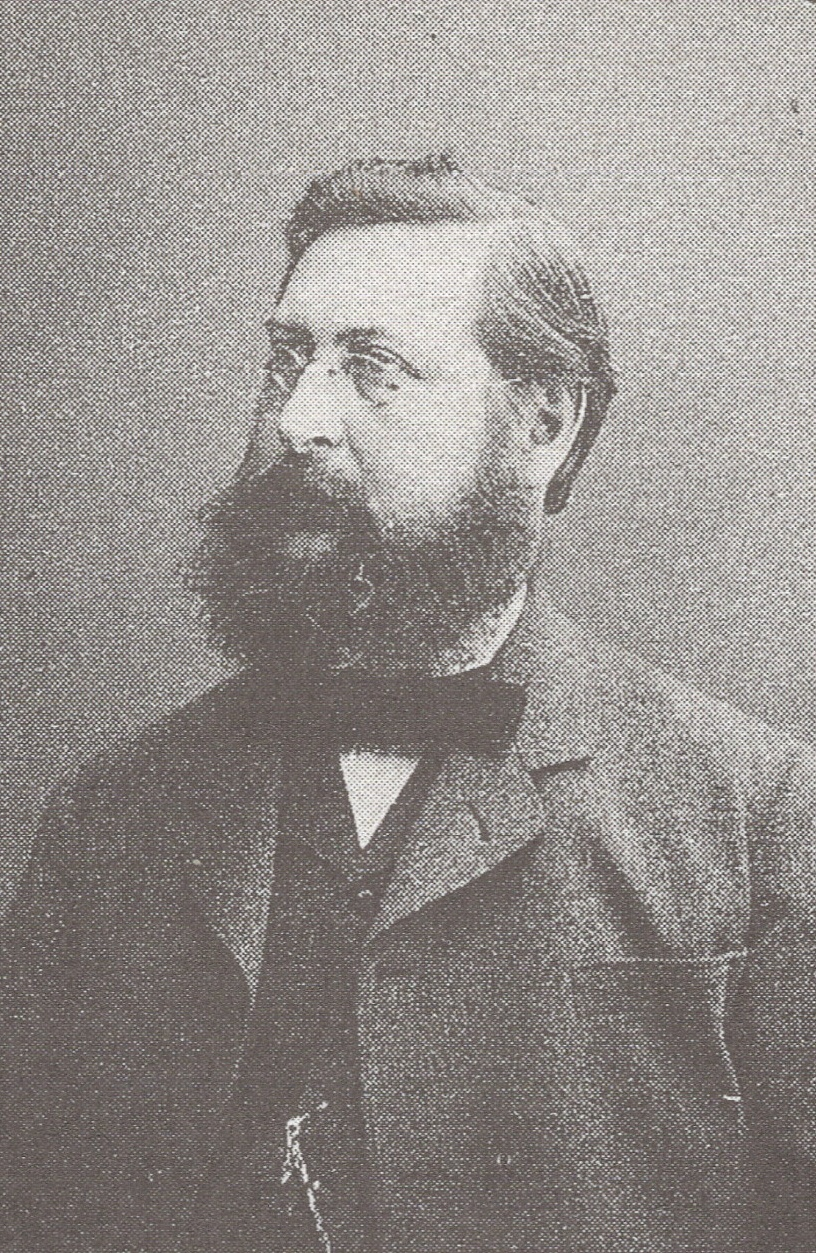
Heinrich Züge (1885)

Heinrich Eduard Züge (* 28. April 1851 in Weißenfels; † 10. Januar 1902 in Linden) war ein deutscher Mathematiklehrer.

## Leben
Züge begann nach dem Abitur im Jahr 1870 am Domgymnasium zu Naumburg ein Studium in Leipzig und bestand am 14. November 1874 die Prüfung pro facultate docendi. Daraufhin konnte er die Vertretung des erkrankten Mathematikers am Domgymnasium übernehmen und blieb dort bis Ostern 1875. In diesem Jahr wurde er bei Heinrich Eduard Heine an der Universität Halle zum Dr. phil. mit der Inauguralschrift Ueber die Anziehung eines homogenen Ellipsoids promoviert. Nach zwei Jahren Hilfslehrertätigkeit am Andreanum in Hildesheim erhielt er eine Stelle als ordentlicher Lehrer am Gymnasium Georgianum Lingen. Von 1883 bis 1900 unterrichtete er am Königlichen Gymnasium in Wilhelmshaven, ab 1900 am Gymnasium Linden.

## Veröffentlichungen
- Ueber die Anziehung eines homogenen Ellipsoids. Inauguralschrift. (Dissertation). Hendel, Halle 1875 OCLC 251238593
  - Thema auch als Aufsatz erschienen: Ueber die Anziehung eines homogenen Ellipsoids. In: Mathematische Annalen. Teubner, Leigpzig, Band 10, Heft 1, 1876, S. 273–286.
- Über die Bewegung eines materiellen Punktes auf vorgeschriebenen Kurven und zylindrischen Flächen unter Einwirkung einer Attraktionskraft. Lingen 1881. 26 S. (Programm Lingen Gymnasium.), OCLC 163060319
- Das Potential eines homogenen Ringkörpers mit elliptischen Querschnitt. van Acken, Lingen 1889. 17 S. u. 1 Tafel (= Wissenschaftliche Beilage zum Jahresbericht des Königlichen Gymnasium Georgianum zu Lingen; Nr. 298), OCLC 163060326
- Zum Problem der Anziehung homogener Ringkörper. Vieweg, Braunschweig 1896. 16 S. (= Wissenschaftliche Beilage zum Programm des Königlichen Gymnasiums zu Wilhelmshaven; Nr. 326), OCLC 163072805
- Allgemeine Regeln über die Kennzeichen der Teilbarkeit dekadischer Zahlen. Vieweg, Braunschweig 1898. 28 S. (= Wissenschaftliche Beilage zum Programm des Königlichen Gymnasiums zu Wilhelmshaven; Nr. 338), OCLC 749121238, Digitalisat

Posthum
- Zur Lehre von der Teilbarkeit dekadischer Zahlen. In: Archiv der Mathematik und Physik. Teubner, Leipzig, 3. Reihe, Band 4, 1903, S. 73–76.